# Лефстад, Йохан
Йохан Лефстад (норв. Johan Peter Lefstad; 1870—1948) — норвежский фигурист, бронзовый призёр чемпионата мира 1897 года, серебряный призёр чемпионата Европы 1898 года, семикратный чемпион Норвегии (1894—1897, 1899, 1900 и 1904 годов) в мужском одиночном катании.

## Спортивные достижения

### Мужчины
| Соревнования/Сезоны | 1893 | 1894 | 1895 | 1896 | 1897 | 1898 | 1899 | 1900 | 1904 |
| ------------------- | ---- | ---- | ---- | ---- | ---- | ---- | ---- | ---- | ---- |
| Чемпионаты мира     |      |      |      |      | 3    |      |      |      |      |
| Чемпионаты Европы   | 8    |      |      |      |      | 2    |      | 4    |      |
| Чемпионаты Норвегии |      | 1    | 1    | 1    | 1    |      | 1    | 1    | 1    |